# Stazione di Ornavasso
La stazione di Ornavasso è una fermata ferroviaria situata nell'omonimo comune in Piemonte.

## Strutture e impianti
La gestione degli impianti è affidata a Rete Ferroviaria Italiana, controllata del gruppo Ferrovie dello Stato.
La fermata dispone del solo binario di corsa della linea, servito da una banchina parzialmente coperta da una tettoia in ghisa. Al di sotto di tale tettoia, sulla parete del FV, sono presenti alcuni servizi ai viaggiatori, quali un'obliteratrice e dei pannelli informativi.
La fermata dispone inoltre di un fabbricato viaggiatori a pianta rettangolare e sviluppato su due piani, entrambi interamente chiusi ai passeggeri; gran parte dello stabile è stato ceduto ad un'associazione di volontari del soccorso locale. Lato Novara è ancora presente uno stabile a pianta rettangolare di piccole dimensioni che costituiva il magazzino merci, il cui servizio è ormai cessato da svariato tempo.

## Movimento
Il servizio viaggiatori è effettuato da Trenitalia società del gruppo Ferrovie dello Stato in base al contratto stipulato con Regione Piemonte.

## Servizi
La stazione, classificata da RFI in categoria "bronze", dispone dei seguenti servizi:
- Posto di primo soccorso